# Koń sokólski

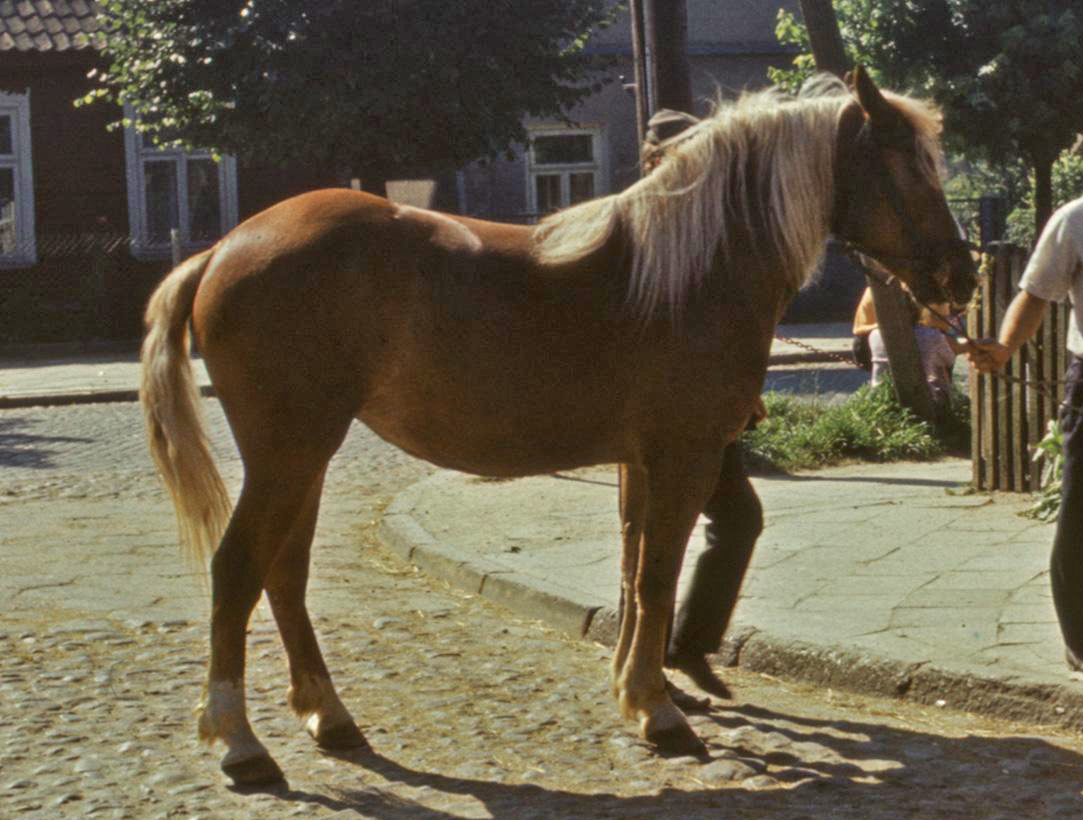
Koń sokólski (1975)

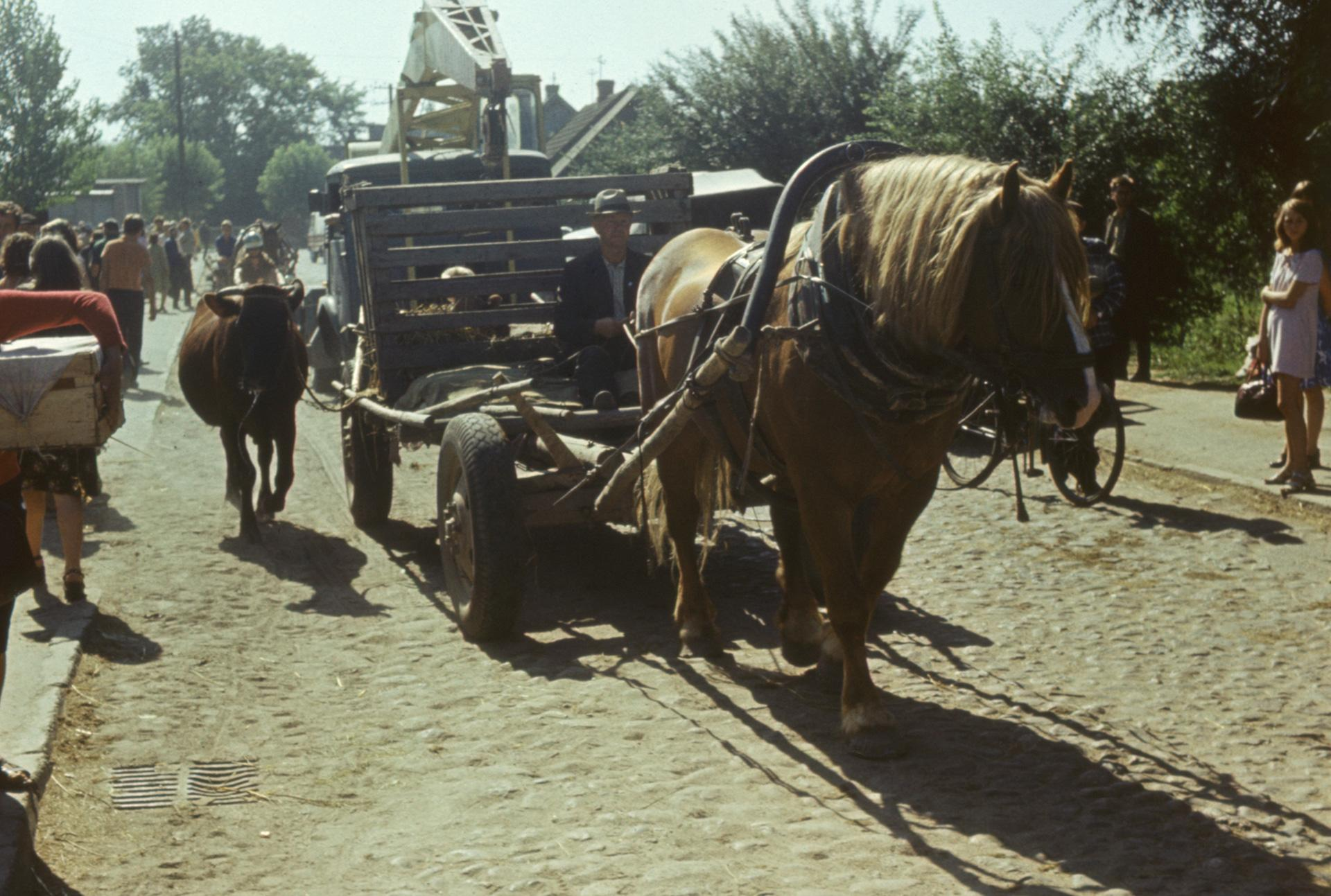
Koń sokólski w zaprzęgu (1975)

Koń sokólski – polska rasa koni zimnokrwistych, odmiana lokalna polskiego konia zimnokrwistego.

## Historia
Jest to stosunkowo młoda rasa, znana od około 100 lat. Jej nazwa pochodzi od miasta i powiatu Sokółka koło Białegostoku w północno-wschodniej Polsce, gdzie została po raz pierwszy wyhodowana w latach dwudziestych XX w. Rozwinęła się wskutek krzyżówek między polskimi klaczami, z tzw. mierzynów z belgijskimi końmi pociągowymi, ardenami, norfolk roadsteranu, dole gudbrandsdalami i anglonormanami. W rezultacie otrzymano bardzo wszechstronnego, silnego, wytrzymałego o spokojnym usposobieniu lecz niezbyt ciężkiego konia, nadającego się do pracy w zaprzęgu i w polu.

## Opis
- głowa o prostym profilu
- duże, łagodne oczy i czujne uszy
- szyja dość długa, lecz muskularna i szeroka u podstawy
- łopatki dobrze uformowane i skośnie ustawione
- głęboka klatka piersiowa
- wydatny kłąb
- prosty grzbiet
- opadający skośnie, muskularny zad
- nogi mocne i twarde kopyta

## Informacje o rasie
Nazwa: koń sokólski:
- średni wzrost: od 152 do 162 cm
- obwód klatki piersiowej ok. 210 cm
- obwód nadpęcia ok. 25 cm
- rodzaje maści: kasztanowata, dereszowata, gniada lub skarogniada
- miejsce pochodzenia: Polska
- charakter: Dobry
- użytkowanie: pociągowy
- typ krwi: Zimnokrwisty